# Pipa
|  | Per a altres significats, vegeu «pipa (desambiguació)». |

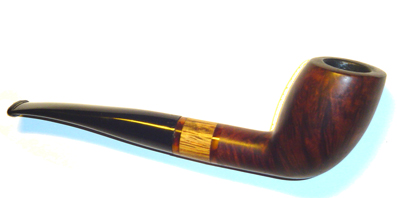
Pipa model Zebrano de la marca Stanwell

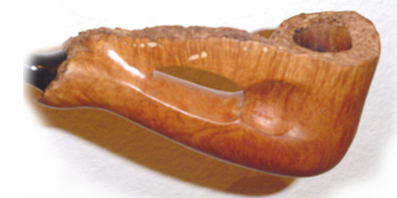
Pipa de fabricació artesanal.

Una pipa és un recipient, generalment de forma cilíndrica, format per una petita càmera (el forn o cassoleta) per a la combustió del tabac i un tub foradat (cànula o canyell) que acaba en un broquet. S'utilitza normalment per fumar tabac o també altres substàncies. Les pipes es fabriquen habitualment amb una gran varietat de materials, sent els més comuns (segons la popularitat del seu ús): arrel de bruc, panotxa de blat de moro, escuma de mar, argila cuita, fusta de cirerer, porcellana, canya i altres materials més inusuals. El broquet es fabrica en metacrilat, ebonita, baquelita, ambre o banya.
Hi ha una enorme varietat de formes i qualitats de pipes, que van des de les elaborades en sèrie utilitzant màquines, fins a les fetes a mà per artesans, que poden arribar a preus elevadíssims i constituir veritables peces de col·lecció. Un tipus especial de pipa és l'anomenada pipa llarga o pipa de lectura, de tija llarga.